# Nostra Signora dell’Aiuto (Bobbio)

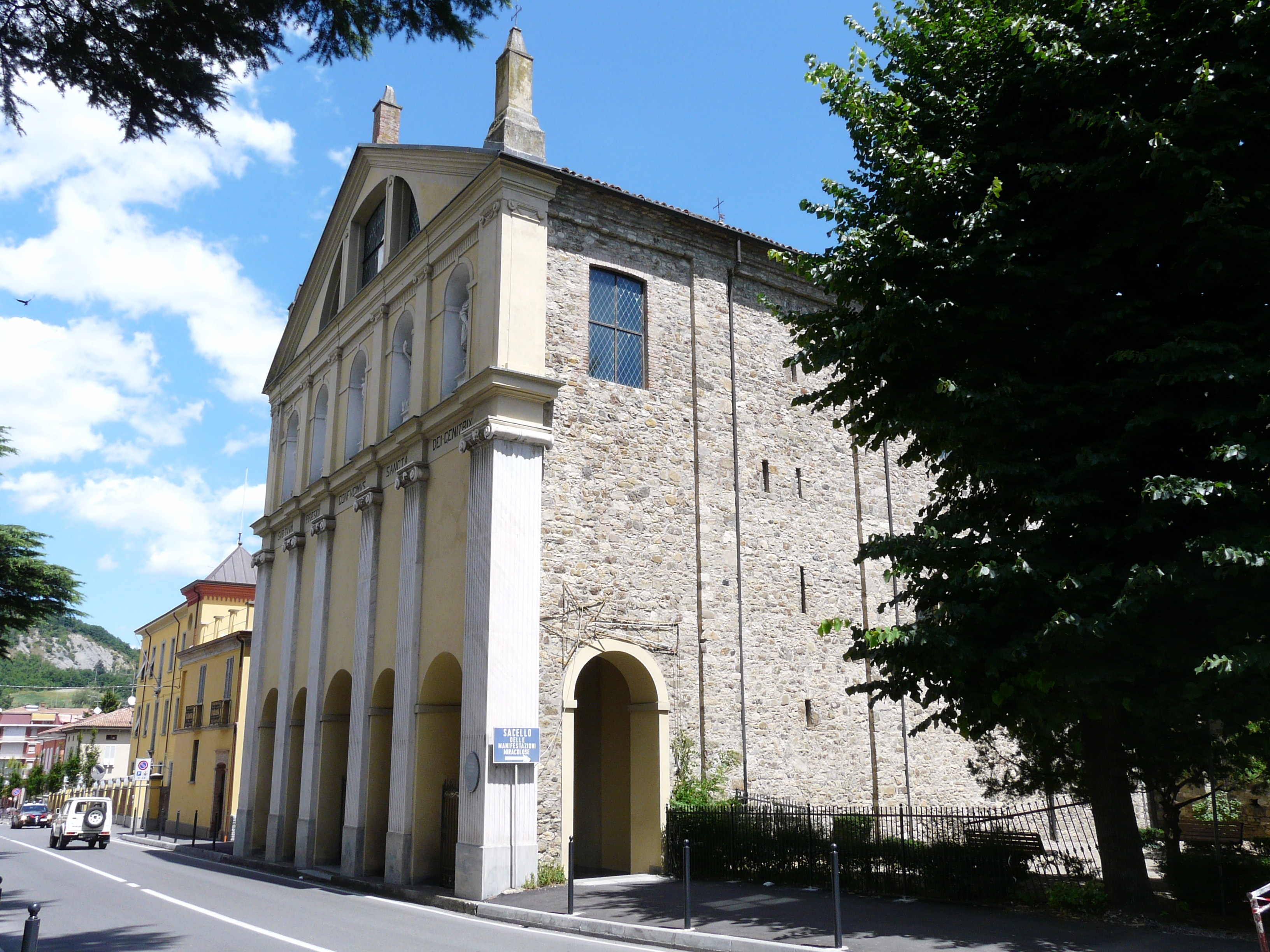
Nostra Signora dell’Aiuto

Nostra Signora dell’Aiuto ist eine römisch-katholische Kirche in Bobbio in der Emilia-Romagna, Italien. Die Wallfahrtskirche des Bistums Piacenza-Bobbio trägt den Titel einer Basilica minor. Die Kirche aus dem 17. Jahrhundert wurde über drei Jahrhunderte erbaut.

## Geschichte
Der Überlieferung nach wurde in der zweiten Hälfte des 14. Jahrhunderts ein Marienbildnis in einem Weinberg aufgestellt, es zeigt Maria, die eine Hand zum Segen erhoben hat und in der anderen einen kleinen Strauß Bauernblumen trägt. Es wurde von Gläubigen besucht und dabei eine Veränderung der Gesichtszüge und der Farbe beobachtet, die als wundersam bewertet wurden. Nach Krankenheilungen wurde eine sechseckige Kapelle errichtet. Daraufhin wurde die Kirche Mariä Verkündigung errichtet.  Mit dem Bau des endgültigen Heiligtums vor und über der kleinen Kirche wurde die Struktur in die heutige umgewandelt, die vom unteren Teil der Südseite aus deutlich sichtbar ist. Der Bau des heutigen Heiligtums begann 1621, wurde  am 13. Juli 1738 feierlich geweiht und 1836 abgeschlossen. 1929 wurde die Fassade von dem Bildhauer Ettore Mayer ergänzt.
Seit 1954 ist Unsere Liebe Frau von der Hilfe die Schutzpatronin der Stadt Bobbio, 1970 erhob Papst Paul VI. die Kirche in den Rang einer Basilica minor.

## Beschreibung

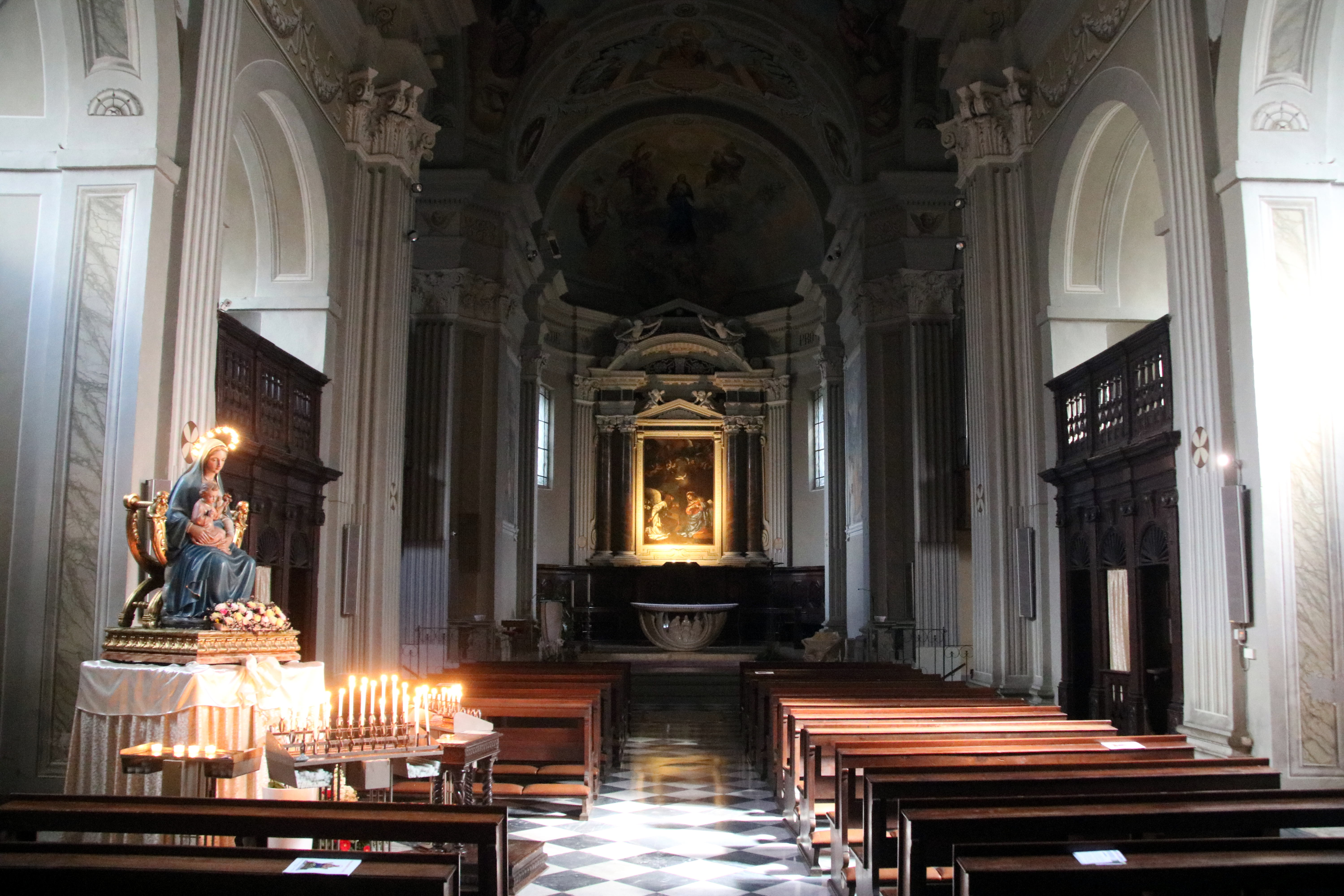
Innenraum

Der Komplex des Heiligtums stellt eine architektonische Disharmonie dar, die durch eine mehr als 300 Jahre dauernde Bauzeit entstanden ist. Die Fassade öffnet sich zur Via Garibaldi vor dem alten Krankenhaus mit seiner halbrunden Form. Die neoklassizistische Fassade zeigt einen dreieckigen Giebel, der von drei Fialen gekrönt wird. Die mit sechs Pilastern gegliederte Fassade ist mit fünf in Nischen stehenden Heiligenstatuen geschmückt. Die Seitenfassaden besten aus Bruchstein und besitzen rechteckige und Thermenfenster. Der Glockenturm schließt in Verlängerung der linken Querschiff an.
Im barocken Innenraum ist das tonnenüberwölbte Schiff der kreuzförmigen Saalkirche durch Rundbögen auf korinthischen Pilastern in vier Joche gegliedert. Die Arme des Querschiffs enden in halbkreisförmigen Apsiden, die in Form einer Halbkuppel gewölbt sind. Weiter begleiten Seitenkapellen auf beiden Seiten das Gebäude. Der erhöhte Chorraum mit einer ebenfalls runden Apsis führt auf seiner Rückseite mit zwei kleinen Treppen zur Kirche Mariä Verkündigung aus dem 15. Jahrhundert, die im spätlombardischen gotischen Stil gehalten ist und in deren Kapellenaltar das alte Fresko der Madonna dell’Aiuto zu sehen ist.